# Джавадов, Джейхун Сейидахмед оглы
Джейхун Сейидахмед оглы Джавадов (азерб. Cavadov Ceyhun Seyidəhməd oğlu; 5 октября 1992, Баку, Азербайджан) — азербайджанский футболист, полузащитник.

## Биография
Профессиональную карьеру футболиста начинал в клубах первого дивизиона чемпионата Азербайджана — «Абшерон» и «Нефтчала». В 2013 году перешёл в клуб Премьер-лиги «Ряван».
В 2012 году, будучи игроком ФК «Нефтчала», провел в Кубке Азербайджана две игры.
| № | Дата            | Раунд                      | Клуб    | Соперник   | Лига            | Итог  |
| - | --------------- | -------------------------- | ------- | ---------- | --------------- | ----- |
| 1 | 24 октября 2012 | Первый раунд — 1/16 финала | «Шуша»  | «Нефтчала» | Первый Дивизион | 0 : 1 |
| 2 | 28 ноября 2012  | Второй раунд — 1/8 финала  | «Ряван» | «Нефтчала» | Премьер-Лига    | 2 : 1 |